# Pati (serial telewizyjny)
Pati – polski serial obyczajowy w reżyserii Bartłomieja Ignaciuka, którego premiera odbyła się 28 kwietnia 2023 roku na platformie Player.
Produkcja stanowi spin-off serialu Skazana.

## Fabuła
Serial opowiada losy Patrycji Cichy (Aleksandra Adamska) w 2015 roku, przed trafieniem przez bohaterkę do zakładu karnego. Opisuje trudy codzienności i walkę o rodzeństwo oraz lepszą przyszłość.

## Obsada
| Aktor                  | Rola                           | Okres występowania     |
| ---------------------- | ------------------------------ | ---------------------- |
| Aleksandra Adamska     | Patrycja „Pati” Cichy          | od 2023 (od 1. sezonu) |
| Konrad Eleryk          | Krystian Malek                 | od 2023 (od 1. sezonu) |
| Ina Sobala             | Majka                          | od 2023 (od 1. sezonu) |
| Grażyna Bułka          | Wiesia                         | od 2023 (od 1. sezonu) |
| Piotr Łukaszczyk       | Inspektor Molęda               | od 2023 (od 1. sezonu) |
| Marcin Sitek           | Jacek                          | od 2023 (od 1. sezonu) |
| Blanka Kot             | Natalia Cichy, siostra Pati #2 | od 2025 (od 2. sezonu) |
| Jakub Jankiewicz       | Antek                          | od 2025 (od 2. sezonu) |
| Karolina Gruszka       | Alina Malec                    | od 2025 (od 2. sezonu) |
| Delfina Wilkońska      | Sylwia                         | od 2025 (od 2. sezonu) |
| Nam Bui Ngoc           | Nam                            | od 2025 (od 2. sezonu) |
| Julian Świeżewski      | Sztaba                         | od 2025 (od 2. sezonu) |
| Karol Bernacki         | Irek                           | od 2025 (od 2. sezonu) |
| Jan Litvinovich        | Danił                          | od 2025 (od 2. sezonu) |
| Jadwiga Basińska       | Mariolka                       | od 2025 (od 2. sezonu) |
| Mary Pawłowska         | Lena Wysocka                   | od 2025 (od 2. sezonu) |
| Ditte Berkeley-Schultz | Alma                           | od 2025 (od 2. sezonu) |
| Marcin Sztabiński      | Edi                            | od 2025 (od 2. sezonu) |
| Krzysztof Surówka      | Franek                         | od 2025 (od 2. sezonu) |
| Ewa Kolasińska         | Ewelina                        | od 2025 (od 2. sezonu) |
| Maciej Kosiacki        | Karol                          | od 2025 (od 2. sezonu) |
| Natalia Wolska         | Natalia Cichy, siostra Pati #1 | 2023 (1. sezon)        |
| Fryderyk Surowiec      | Natan Cichy, brat Pati #1      | 2023 (1. sezon)        |
| Ryszard Kluge          | Rysiek, mąż Wiesi              | 2023 (1. sezon)        |
| Agnieszka Przepiórska  | Julita Cichy                   | 2023 (1. sezon)        |
| Filip Gołąb            | Wojciech „Sony” Szlas          | 2023 (1. sezon)        |
| Klara Bielawka         | policjantka Kłos               | 2023 (1. sezon)        |
| Magdalena Walach       | Agata Rulewska                 | 2023 (1. sezon)        |
| Tomasz Drabek          | Marek Rulewski                 | 2023 (1. sezon)        |
| Pszczoła Oknińska      | Pati w dzieciństwie            | 2023 (1. sezon)        |
| Ewa Telega             | Mistrzyni                      | 2023 (1. sezon)        |
| Ewa Gawryluk           | Maria Sobotko                  | 2023 (1. sezon)        |
| Marek Richter          | Tomasz Sobotko                 | 2023 (1. sezon)        |
| Aleksandra Justa       | Makowska                       | 2023 (1. sezon)        |
| Agata Kulesza          | sędzia Alicja Mazur            | 2023 (1. sezon)        |

## Spis serii
| Seria | Seria | Odcinki  | Premiera VOD | Premiera VOD     | Premiera VOD    | Premiera VOD                  | Premiera VOD | Emisja telewizyjna (TVN) | Emisja telewizyjna (TVN) | Emisja telewizyjna (TVN) | Emisja telewizyjna (TVN) | Emisja telewizyjna (TVN) |
| Seria | Seria | Odcinki  | Sezon        | Premiera serii   | Finał serii     | Dzień tyg. dodawania odcinków | Platforma    | Sezon                    | Premiera serii           | Finał serii              | Pora emisji              | Średnia oglądalność      |
| ----- | ----- | -------- | ------------ | ---------------- | --------------- | ----------------------------- | ------------ | ------------------------ | ------------------------ | ------------------------ | ------------------------ | ------------------------ |
|       | 1.    | 1–6 (6)  | wiosna 2023  | 28 kwietnia 2023 | 2 czerwca 2023  | wtorek                        | Player       | jesień 2023              | 4 września 2023          | 9 października 2023      | poniedziałek 21.35       | 663 tys.                 |
|       | 2.    | 7–12 (6) | lato 2025    | 27 czerwca 2025  | 1 sierpnia 2025 | piątek                        | Max          | bd.                      | bd.                      | bd.                      | bd.                      | bd.                      |

## Produkcja
Zdjęcia do serialu pod szyldem Player Original realizowano od września 2022 do 17 stycznia 2023 między innymi w Ząbkach, Sopocie i Pucku. W sierpniu 2024 roku poinformowano o produkcji drugiego sezonu, do którego zdjęcia rozpoczęły się we wrześniu tego samego roku. W maju 2025 poinformowano, że premiera drugiej serii odbędzie się 27 czerwca 2025 na platformie Max.

## Odbiór
Serial był jedną z najpopularniejszych produkcji platformy VOD Player. Średnia oglądalność serialu na antenie stacji telewizyjnej TVN wyniosła 663 tys. widzów.